# 宇文深
宇文 深（うぶん しん、? - 568年）は、中国の西魏・北周の政治家・軍人。字は奴干。本貫は代郡武川鎮。宇文泰の族子にあたる。宇文測の弟。

## 生涯
宇文永の子として生まれた。528年、秘書郎を初任とした。爾朱栄に知られて重んじられ、厲武将軍に任ぜられた。まもなく車騎府主簿となった。530年、子都督となり、宿衛の兵卒を領した。孝武帝が関中に入ると、これに従い、長楽県伯の爵位を受けた。宇文泰の側近として政治や行政の議論に参与した。535年、丞相府主簿となり、朱衣直閤を加えられた。まもなく尚書直事郎中に転じた。
東魏の高歓が蒲坂に駐屯し、竇泰に潼関へと赴かせ、高昂に洛州を包囲させた。宇文泰は竇泰を襲撃しようと考えたが、西魏の諸将の多くは反対であった。宇文泰は宇文深に策を問うと、宇文深は竇泰を攻撃すれば勝利できると答えたので、宇文泰は喜んだ。宇文泰は軍を動かすと、はたして竇泰を捕らえ、高歓を撤退させた。宇文深は進軍して弘農を奪取するよう宇文泰に説き、またこれに勝利した。宇文泰は喜んで「君はわが家の陳平である」と宇文深に言った。
この冬、高歓はまた大軍を率いて黄河を渡り洛州に出て、沙苑にいたった。西魏の諸将はみな動揺したが、ひとり宇文深のみ祝賀を述べた。宇文泰がこれを問いただすと、宇文深は「高歓は河北を平定して、すこぶる衆心をえており、智謀に乏しいとはいえども、守りに入られてはこれを攻略するのはたやすいことではありません。いま黄河を渡って兵を出すのは、人々の望むところではなく、ただ高歓が竇泰を失ったことを恥じて、諫めも聞かず出てきたものです。逆上した兵など、一戦してとりこにできます。このことが明らかですから祝ったのです」と答えた。まもなく宇文泰は高歓の軍を沙苑で撃破した。
538年、宇文深は河橋の戦いに従軍した。540年、李弼の軍の別監として白額稽胡を討つのに従軍し、戦功を挙げた。爵位は侯に進み、通直散騎常侍・東雍州別駕、使持節・大都督・東雍州刺史を歴任した。宇文深の施政は厳格で明解であり、豪族を抑制して威信を示した。551年、雍州別駕となった。555年、車騎大将軍・儀同三司・散騎常侍に進んだ。556年、六官が建てられると、小吏部下大夫の位を受けた。
557年、北周の孝閔帝が即位すると、驃騎大将軍・開府儀同三司に進み、吏部中大夫に転じた。559年、豳州刺史に任ぜられ、安化県公に改封された。560年、長安に召されて宗師大夫となり、軍司馬に転じた。561年、京兆尹に任ぜられた。入朝して司会中大夫となった。568年、在職中に死去した。使持節・少師・恒雲蔚三州刺史の位を追贈され、諡を成康といった。
子に宇文孝伯があった。

## 伝記資料
- 『周書』巻27 列伝第19
- 『北史』巻57 列伝第45